# Thymus gobi-altaicus
Thymus gobi-altaicus — вид рослин родини глухокропивові (Lamiaceae), ендемік Монголії.

## Опис
Квіткові гілки покриті волоссям. Вегетативні гілки з довгим ланцетним листям. Чашечка щільно волосиста. Пелюстки рожеві, довжиною 7 мм. 
Загрозами є посухи й надмірний випас.

## Поширення
Ендемік Монголії.
Населяє степові кам'янисті місцевості та кам'янисті схили та скелі, галькові води.